# Майер, Хельмут
Хельмут Майер (нем. Helmut Mayer; род. 4 марта 1966, Вайерн, Каринтия) — австрийский горнолыжник, призёр Олимпийских игр и чемпионата мира, победитель этапа Кубка мира. Выступал в супергиганте и гигантском слаломе. Отец трехкратного олимпийского чемпиона по горнолыжному спорту Маттиаса Майера.
В Кубке мира Майер дебютировал 15 декабря 1986 года, в декабре 1987 года одержал свою единственную в карьере победу на этапе Кубка мира, в гигантском слаломе. Кроме этого имеет на своём счету 4 попадания в тройку лучших на этапах Кубка мира, по 2 в гигантском слаломе и в супергиганте. Лучшим достижением в общем зачёте Кубка мира, является для Майера 12-е место в сезоне 1987/88.
На Олимпийских играх 1988 года в Калгари завоевал серебряную медаль в супергиганте, более секунды уступив чемпиону французу Франку Пиккару и лишь 0,12 секунды выиграв у ставшего третьим шведа Ларс-Бёрье Эрикссона.
За свою карьеру участвовал в одном чемпионате мира, на котором стал серебряным призёром в гигантском слаломе.
Завершил спортивную карьеру в 1993 году.

## Победы на этапах Кубка мира
| № | Сезон   | Дата            | Место         | Дисциплина        |
| - | ------- | --------------- | ------------- | ----------------- |
| 1 | 1987/88 | 19 декабря 1987 | Краньска-Гора | Гигантский слалом |